# 植田秀仁
植田秀仁（日语： Ueda Hidehito，本名：植田 秀仁（日文讀音與左邊相同），1953年11月3日—2015年6月28日），日本男性動畫演出家、動畫導演。出身於山梨縣。他也以「植田 秀仁」、「綴爆（=）」、「鳥南乃」等名義進行創作。

## 經歷、人物
1975年11月7日，植田秀仁還在國學院大學就讀時，立志成為漫畫家，並作為實習生加入龍之子製作公司（以下簡稱龍之子）。他本來也想成為作畫工作，但第二年3月大學畢業，正式入職後，被分配到演出部門，與同時入職的真下耕一一起，擔任《時間飛船》（第33話）團隊的演出助手，同時開啟了本身的職業生涯。
與同期真下耕一、西久保瑞穗，以及2年後加入公司的押井守，被稱為「龍之子四天王」，並共同負責演出《科學小飛俠II》 ，由總導演川浩領導。此後，他在1980年代擔任演出支持龍之子，當時許多員工離開了公司，但在1987年他成為自由工作者。
此後，他繼續作為演出家展現自己的才華，但2015年6月30日，小山高生官網透露，植田從1年半之前健康狀況不佳，一直在與病魔鬥爭，已經於28日去世，享壽61歲。

## 逸事
《逆轉一發人》裡出現的國分寺小吃攤「植田屋」老爹以他為原型。
《角子機貴族 銀》標題由他命名。

## 參加作品
※除非另有說明，以的名義參加。

### 電視動畫
1975年
- 時間飛船（—1976年，演出）※植田秀仁名義。

1976年
- 保羅歷險記（—1977年，演出）※植田秀仁名義。

1977年
- 小雙俠 (1977年版)（—1979年，演出）※植田秀仁名義。
- 棒球少年貫太（日语：一発貫太くん）（—1978年，演出）※植田秀仁名義。
- （—1978年，演出）※植田秀仁名義。
- 萬能賽車飛龍號（日语：とびだせ!マシーン飛竜）（—1978年，演出）※植田秀仁名義。

1978年
- 科學小飛俠II（—1979年，演出）※植田秀仁名義。

1979年
- 科學小飛俠F（—1980年，演出）※植田秀仁名義。

1980年
- 萬能戰士無比敵（—1981年，演出）※植田秀仁名義。

1981年
- 救難小英雄Yattode（—1982年，導演）※植田秀仁名義。
- 福星小子 (1981年版)（—1986年，分鏡）※鳥南乃名義。

1982年
- 逆轉一發人（日语：逆転イッパツマン）（—1983年，導演）

1983年
- 頂尖超人（日语：イタダキマン）（導演）※植田秀仁名義。

1984年
- OKAWARI-BOY Starzan S（日语：OKAWARI-BOY スターザンS）（首席導演）
- 請多指教跑車郎中（日语：よろしくメカドック）（—1985年，首席導演）

1985年
- 火焰的阿爾卑斯玫瑰 茱蒂&藍迪（首席導演）
- 高校！奇面組（日语：ハイスクール!奇面組）（演出）※舞刀滿名義。
- 昭和笨蛋小說搞笑第1名！（日语：昭和アホ草紙あかぬけ一番!）（—1986年，首席導演）

1986年
- 褞袍超人（—1987年，演出）

1987年
- 肥牛牛布斯（分鏡、演出）
- 星戰英豪（日语：赤い光弾ジリオン）（演出）※綴爆名義。
- 妙手小廚師（—1989年，分鏡）

1988年
- 小松君 (1988年版)（—1989年，分鏡、演出）

1989年
- 偶像英里子傳說（分鏡）
- 天空戰記（—1990年，分鏡）

1990年
- 平成天才傻鵬（日语：平成天才バカボン）（分鏡、演出）
- 三眼神童（—1991年，導演）

1995年
- H2（—1996年，導演）
- NINKU -忍空-（—1996年，分鏡）

1996年
- 熱鬥小馬（—1997年，分鏡、演出）
- 天才寶貝（—1997年，分鏡）※綴爆名義。
- 超者萊汀（日语：超者ライディーン）（—1997年，分鏡）※綴爆名義。

1997年
- 貓狐警探（日语：はいぱーぽりす）（分鏡、OP&ED分鏡）
- EAT-MAN（日语：EAT-MAN）（分鏡）

1998年
- 萬能文化貓娘（分鏡）※綴爆名義。
- 烈火之炎（分鏡）※綴爆名義。
- 夢幻拉拉（分鏡）
- 熱沙霸王甘達拉（日语：熱沙の覇王ガンダーラ）（總導演）

1999年
- A.D.POLICE（日语：A.D.POLICE）（導演）
- 魔裝機神賽巴斯達（日语：魔装機神サイバスター (テレビアニメ)）（導演）
- 秀逗博士（分鏡）
- 力石戰士（分鏡）※綴爆名義。
- 麻辣教師GTO（—2000年，分鏡）
- 禦園地！月光假面（—2000年，分鏡）

2000年
- 時間飛船2000 怪盗閃亮超人（日语：タイムボカン2000 怪盗きらめきマン）（導演[2]）※植田秀仁名義。
- 真·女神轉生 惡魔之子（—2001年，分鏡）
- 學校怪談（—2001年，分鏡）

2001年
- 角子機貴族 銀（日语：パチスロ貴族 銀）（導演）
- 華麗的機會（日语：チャンス〜トライアングルセッション〜）（分鏡）
- 頑皮小白貂（—2002年，分鏡）
- 戰鬥陀螺（分鏡）

2002年
- 無敵戰鬥陀螺（分鏡）
- 電腦冒險記（分鏡）※綴爆名義。
- 魔法咪路咪路（—2003年，分鏡）
- 炎之蜃氣樓（分鏡）
- 七小花（分鏡）
- 火影忍者（—2007年，分鏡）

2003年
- 變形金剛：微型傳說（導演）

2004年
- 變形金剛：超能連結（分鏡）
- 魯邦三世：被盜的魯邦 ～模仿者是盛夏的蝴蝶～（日语：ルパン三世 盗まれたルパン 〜コピーキャットは真夏の蝶〜）（導演）
- GANTZ ～the first stage～（分鏡）
- 現視研（分鏡）
- 鐵人28號 (2004年版)（分鏡）
- Wind -a breath of heart-（分鏡）
- 學園愛麗絲（—2005年，分鏡）
- 冒險王比特（—2005年，分鏡、演出）

2005年
- 鼻毛真拳（分鏡）
- 神樣中學生（分鏡）
- MÄR 魔兵傳奇（分鏡）
- 絕對正義VS外道少女隊（日语：あかほり外道アワーらぶげ）（分鏡）※綴爆名義。
- 索斯機械獸V（分鏡）※綴爆名義。
- Canvas2～彩虹色的圖畫～（—2006年，分鏡）※綴爆名義。
- 高機動交響曲GPO（—2006年，分鏡）
- 新宇宙飛龍 LEGEND OF DAIKU-MARYU（分鏡）

2006年
- 神樣家族（演出）
- 犬神！（分鏡）
- 暗夜第六感（日语：NIGHT HEAD GENESIS）（分鏡）
- 飛天小女警Z（—2007年，分鏡、演出）
- 獻上女神的祝福（—2007年，各話副標題&下集預告標題設計）

2007年
- 鋼鐵神吉克（分鏡）
- 太極千字文（分鏡）
- 魔法少女奈葉StrikerS（分鏡）
- 物怪（分鏡、演出）
- （導演）

2008年
- 鬼太郎 (第5作)（分鏡、演出）
- 旁邊的兒童 我的火腿組（日语：はたらキッズ マイハム組）（分鏡、演出）
- 夏目友人帳（分鏡、演出）
- TYTANIA -泰坦尼亞-（分鏡）
- 洋葱和尚朝太郎（日语：ねぎぼうずのあさたろう）（分鏡、演出、原畫、筆文字）
- Yes！光之美少女5GoGo！（演出）

2009年
- 續 夏目友人帳（分鏡、演出）
- WHITE ALBUM（分鏡、演出）
- 空中鞦韆（分鏡、演出、筆文字）

2010年
- 寶石寵物 Twinkle☆（分鏡、演出）
- 鶺鴒女神 ～Pure Engagement～ （分鏡）
- Heartcatch 光之美少女！（分鏡）

2011年
- 惡魔奶爸（分鏡）
- DOG DAYS（分鏡）
- 美食獵人TORIKO（—2014年，系列導演[注 3]、分鏡、演出）
- 夏目友人帳 參（分鏡、演出）

2012年
- 夏目友人帳 肆（OP分鏡）
- 少女與戰車（筆文字）

2014年
- 天雷爭霸：復仇者聯盟（演出）

### OVA
1988年
- 墮落三人組 墮落時空冒險（日语：ズッコケ三人組#『ズッコケ時空冒険』）（導演）

1989年
- 風魔小次郎（導演）

1990年
- 每天是星期日（導演、編劇）

1991年
- 一本包丁滿太郎2 大阪素麵戰爭（日语：一本包丁満太郎）（分鏡）

1992年
- 萬能文化貓娘（分鏡）※綴爆名義。

1993年
- 融岩大使（導演）

1997年
- 紺碧艦隊 特別篇 蒼萊開發物語（分鏡）※綴爆名義。

1999年
- 思春期美少女合體機械人Zmind（日语：思春期美少女合体ロボ ジーマイン）（分鏡）※綴爆名義。

2003年
- 真愛故事 Summer Days, and yet…（日语：トゥルー・ラブストーリー#True Love Story Summer Days, and yet...）（—2004年，導演、分鏡）

2004年
- 機動新撰組 萌之劍（分鏡）
- HUNTER×HUNTER G·I Final（分鏡）

2007年
- 真救世主傳說 北斗神拳 尤莉亞傳（日语：真救世主伝説 北斗の拳）（導演）

### 其它
1994年
- 歐薩姆與武藏（演出）[注 4]

## 腳註

## 相關項目
- 龍之子製作公司
- 真下耕一
- 笹川浩
- 日本動畫師列表（日语：アニメ関係者一覧）